# Ring belge R5
Pour les articles homonymes, voir R5.

## Description
Le ring belge R5 est la ceinture périphérique autoroutière de la ville de Mons. Il a été planifié comme complet mais il manque un tronçon entre les sorties 4 et 7, ébauché dès les années 1970, aujourd'hui retiré du projet.
La majeure partie de l'infrastructure, ouest, a été réalisée au milieu des années 1980.
La courte branche orientale, mise en service de 1971 à 85 entre Obourg et Havré (N538), a pris le nom de R5a.
Depuis le début des années 2000, le ring montois est prolongé dans sa partie sud en direction de la France, où la circulation se fait sur 2 voies. La route contourne le village d'Asquillies, avant de se raccorder à la N6.

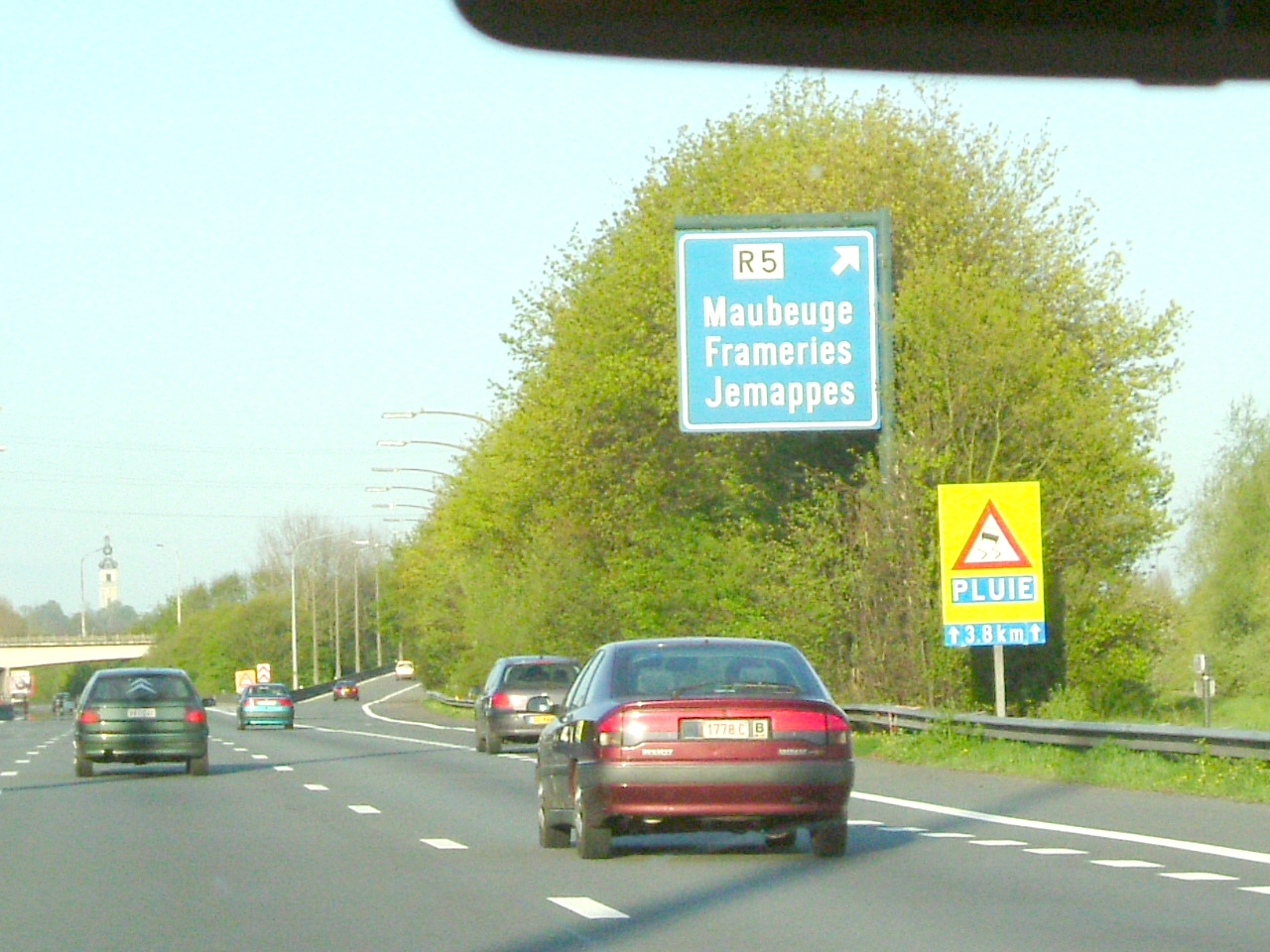
Le ring sud depuis la
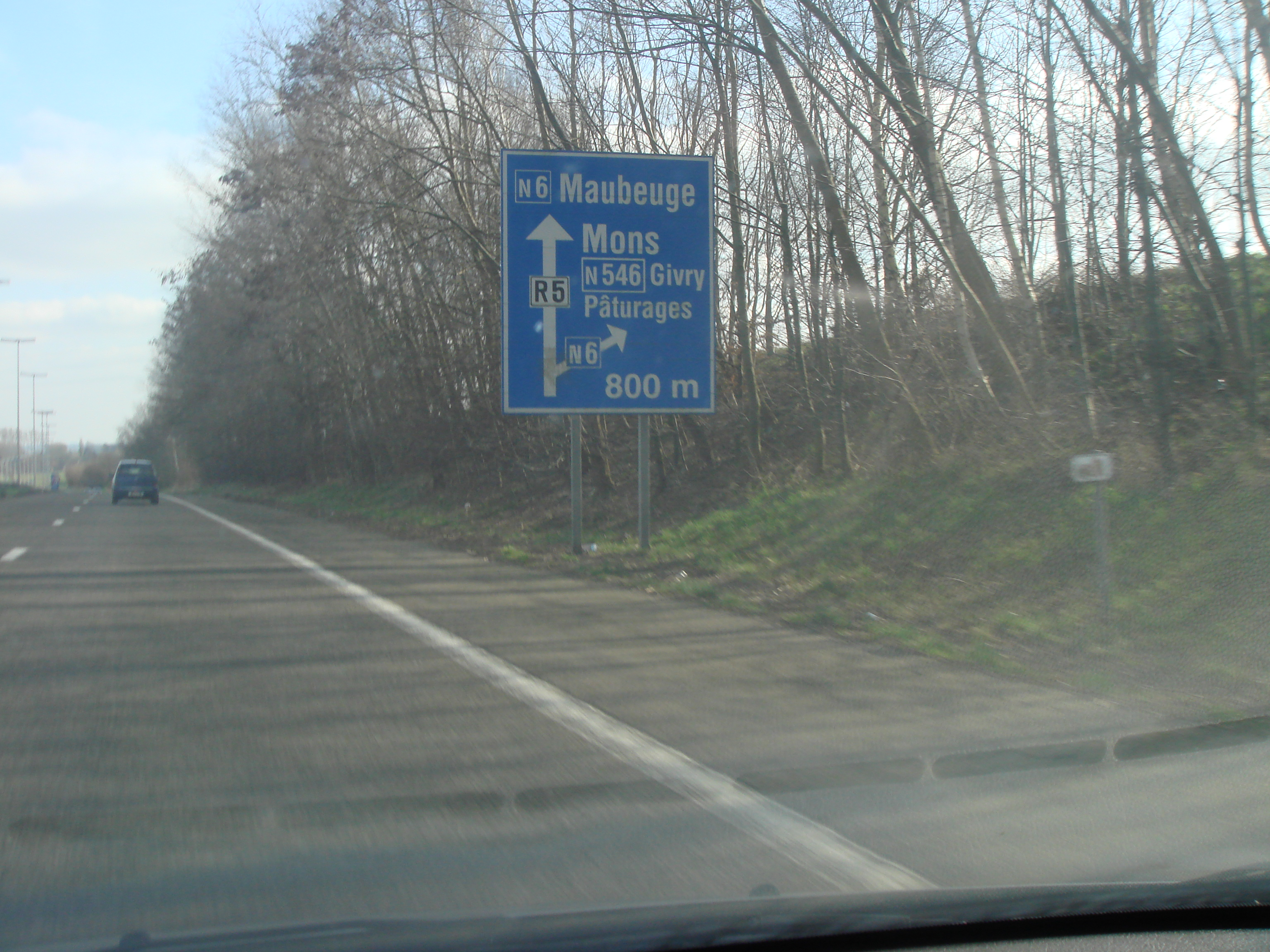
Le ring 5 à la jonction avec la